# أداة الحبكة
أداة الحبكة أو آلية الحبكة هي أي تقنية في السرد تُستخدم لدفع الحبكة إلى الأمام. قد تثير أداة حبكة تقليدية استياء القارئ، بينما قد تؤدي أداة حبكة عشوائية أو غير طبيعية إلى إرباك القارئ وفقدان تعطيل الأستنكار. ومع ذلك، فإن أداة حبكة مصممة بعناية أو التي تتطور طبيعياً من بيئة القصة أو شخصياتها قد تكون مقبولة تماماً، أو قد لا يلاحظها الجمهور على الإطلاق.[بحاجة لمصدر]

## قصص تستخدم أدوات الحبكة
تتضمن العديد من القصص، خصوصًا في فئة الخيال، أشياءً ذات قوة سحرية كبيرة مثل تاج أو سيف أو جوهرة. عادةً، تدور الحبكة حول حاجة البطل للعثور على هذه الأشياء واستخدامها لأغراض خيرية قبل أن يستخدمها الشرير لأغراض شريرة. أو في حال قام الأشرار بتدمير الشيء، يجب على البطل إستعادة كل جزء منه من كل عدو لإعادة تجميعه. وإذا كان الشيء شريرًا بحد ذاته، فإن الهدف يصبح تدميره، وفي بعض الأحيان يؤدي تدمير الشيء إلى القضاء على الشرير أيضًا.
في سلسلة أفلام "إنديانا جونز"، يتمحور كل فيلم حول سعي جونز وراء قطعة أثرية سحرية. في فيلم "سارقو التابوت الضائع"، يسعى جونز لإستعادة تابوت العهد، بينما في فيلم "إنديانا جونز والحملة الأخيرة"، يبحث عن الكأس المقدسة. ويُستخدم هذا العنصر الحبكي أيضًا في حكاية "مدينة النحاس" من "ألف ليلة وليلة"، حيث ينطلق مجموعة من المستكشفين في رحلة عبر الصحراء الكبرى للعثور على إناء نحاسي أستخدمه سليمان لحبس الجن.
تدور بعض الكتب في سلسلة هاري بوتر حول البحث عن عنصر خاص. في "هاري بوتر وحجر الفيلسوف"، يظن هاري أن هناك حجرًا سحريًا في هوغوورتس ذو قوى فريدة. اللورد فولدمورت يحتاج إلى هذا الحجر لإستعادة جسده، لذا يحاول هاري العثور عليه أولًا لمنع عودة فولدمورت.
يُعتبر "الخاتم الأوحد" في رواية "سيد الخواتم" لجون رونالد تولكين عنصرًا أساسيًا في الحبكة، إذ يتمحور السعي لتدميره حول سير القصة بالكامل. ومع ذلك، كما يشير الباحث البريطاني في الأدب الكلاسيكي، نيك لوي، فإن تولكين يتجاوز هذه الحيلة بتقليل عشوائية قوة الخاتم في الحبكة والتركيز بشكل أكبر على تأثير قوة الخاتم في تشكيل شخصية حامله والعكس صحيح.

## أمثلة

### مدد غيبي (ديوس إكس ماشينا)
يُستخدم مصطلح "ديوس إكس ماشينا" لوصف نهاية القصة التي يتم فيها استخدام حدث غير متوقع لحل كافة المشاكل والوصول بالقصة إلى خاتمة (عادةً ما تكون سعيدة).
العبارة اللاتينية "ديوس إكس ماشينا" تنبع من تقاليد المأساة الإغريقيّة، وتصف مشاهد يتم فيها استخدام رافعة لإنزال الممثلين الذين يؤدون أدوار الآلهة إلى المسرح في خاتمة المسرحية.
يشتهر الكاتب المسرحي التراجيدي اليوناني يوربيديس باستخدامه لهذا الجهاز الحبكي كوسيلة لحل موقف ميؤوس منه. على سبيل المثال، في مسرحية يوربيديس "ألكسيتس"، توافق البطلة التي تحمل نفس الأسم على التضحية بحياتها للموت بدلاً عن حياة زوجها أدمتوس. ومع ذلك، يبدأ أدمتوس في الندم على قراره، مُدركًا أن حزن فقدانها لن يفارقه أبدًا. أدمتوس يتملكّه الشعور بالذنب والحزن، متمنيًا أن يحتفظ بها أو يموت معها، ولكنه مُلزم بتربية أطفالهما. وفي النهاية، يظهر هرقل ويأخذ ألكسيتس من الموت، معيدًا إياها إلى الحياة ومحررًا أدمتوس من الحزن الذي أُنهكه. مثال آخر لـ "ديوس إكس ماشينا" هو غاندالف في "الهوبيت"، حيث ينجح بفضل قدراته السحرية اللامحدودة في إنقاذ الشخصيات الرئيسية من مختلف المشاكل. كذلك، تقوم النسور في كل من "الهوبيت" و"سيد الخواتم" بإنقاذات غير متوقعة، لتكون السفيرة الإنقاذية والعامل المخلص. كان أرسطو أول من أنتقد هذا الجهاز في عمله "الشعر"، حيث جادل بأن حل الحبكة يجب أن ينشأ داخليًا، مُستنتجًا من الأفعال السابقة للمسرحية.

### مثلث الحب
مثلث الحب هو وسيلة حبكة شائعة الاستخدام في الروايات الرومانسية والدرامية، ويمثل صراعاً يتنافس فيه شخصان على مشاعر وحب شخصية ثالثة.

### ماكغافن
المصطلح "ماكغافن"، الذي إشتهر بفضل المخرج السينمائي ألفريد هيتشكوك، يشير إلى أداة حبكة يتتبع فيها الشخصيات هدفًا، رغم أن خصائص هذا الهدف ليست ضرورية للقصة. يمكن لأي شيء آخر أن يكون له نفس الأثر إذا أعطته الشخصيات الأهمية ذاتها. ذكر ألفريد هيتشكوك أن "في قصص الجريمة يكون عادة العقد، وفي قصص الجاسوسية تكون الوثائق". وهذا يختلف عن، على سبيل المثال، الخاتم الأوحد في قصة "سيد الخواتم" الذي يعتبر جوهريًا للقصة كلها. لا يشاطر جميع المخرجين والعلماء السينمائيين وجهة نظر هيتشكوك حول "الماكغافن". فبحسب جورج لوكاس، "ينبغي على الجمهور أن يهتم بالماكغافن بنفس القدر الذي يهتم به بالأبطال والأشرار على الشاشة". وبهذا، يعتبر لوكاس أن للماكغافن أهمية للشخصيات والحبكة على حد سواء.

### قسيمة حبكة
"قسيمة الحبكة"، وفقًا لتعريف نيك لوي، هي عنصر يُعطى لشخصية (وخاصة البطل) قبل مواجهة عقبة تتطلب استخدام هذا العنصر. مثال على ذلك هو هدية يحصل عليها الشخص، ثم تمنع هذه الهدية لاحقًا رصاصة قاتلة.

### المراوغة (Quibble)
تعتمد المراوغة على فكرة أن المعنى المقصود للإتفاق ليس له قيمة قانونية، وأن الكلمات المتفق عليها بشكل حرفي هي التي تطبق. مثال على ذلك هو إستخدام ويليام شكسبير للمراوغة في مسرحية "تاجر البندقية": إذ قامت بورشيا بإنقاذ أنطونيو في المحكمة بالإشارة إلى أن الاتفاق يطالب برطل من اللحم دون دم، مما يعني أن شيلوك لا يمكنه المطالبة إذا لم يسفك أي دماء.

### الرنجة الحمراء
تُستخدم "الرنجة الحمراء" لتحويل إنتباه الجمهور عن أمر مهم. وتُعد هذه الحيلة من الأدوات الشائعة في حبكات قصص الغموض، والرعب، والجريمة. والمثال الشائع يكون في القصص التي تتكون حول معرفة من إرتكب الجريمة، حيث تُطرح الحقائق في حبكات الجرائم ليظن الجمهور بأن شخصًا معينًا هو القاتل، في حين يكون الفاعل الحقيقي شخصية مختلفة تمامًا.

## أنظر أيضًا
- قائمة بالتقنيات السردية
- منعطف درامي
- شخصية وضعية
- موضوع (سرد)